# Charles Wyville Thomson
Charles Wyville Thomson, nome completo Wyville Thomas Charles Thomson (Bonsyde, 5 marzo 1830 – 10 marzo 1882), è stato un naturalista ed esploratore scozzese, celebre per essere stato lo scienziato alla guida della Spedizione Challenger.

## Carriera
Era figlio di un chirurgo al servizio della British East India Company.
Frequentò il Merchiston Castle School e l'Università di Edimburgo, dove ottenne una cattedra nel 1850. Nel 1851 divenne professore di botanica all'Università di Aberdeen. Nel 1853 ottenne un posto come professore di storia naturale al Queen's College di Cork, in Irlanda, succedendo al professor Hincks. Un anno più tardi ottenne la cattedra di mineralogia e geologia alla Queen's University di Belfast e nel 1860 fu trasferito alla cattedra di storia naturale presso la stessa istituzione. Nel 1868 assunse gli incarichi di professore di botanica al Royal College of Science, Dublino, ed infine nel 1870 divenne professore di storia naturale all'Università di Edimburgo.

## Interessi
Wyville Thomson è ricordato per i suoi studi di biologia marina. Essendo interessato alle forme di vita marine, e stimolato dai risultati degli studi di Michael Sars nel mare profondo al largo delle coste norvegesi, persuase la Marina Reale a concedergli il permesso di usare l'HMS Lightning e l'HMS Porcupine per le spedizioni di dragaggio in alto mare nelle estati del 1868 e del 1869. Esse mostrarono che la vita animale esisteva fino alle profondità di 1 200 m, che tutti i gruppi invertebrati marini sono presenti a questa profondità, e che le temperature nel mare profondo non sono costanti come si era supposto fino ad allora, ma variano considerevolmente, e indicano la circolazione oceanica. Questi risultati furono descritti ne Le Profondità del Mare, che egli pubblicò nel 1873.

## Spedizione Challenger
I notevoli risultati idrografici e zoologici che Wyville Thomson aveva dimostrato, in aggiunta alla crescenti esigenze della telegrafia oceanica, spinsero ben presto la Marina Reale a concedere l'uso della HMS Challenger per una spedizione globale. Wyville Thomson fu selezionato come capo scienziato, e la nave salpò il 23 dicembre 1872.

## Conseguenze
La Spedizione Challenger fu considerata un grande successo, e al suo ritorno Wyville Thomson ricevette numerose onorificenze accademiche, come pure un cavalierato. Nel 1877 pubblicò due volumi, Il Viaggio della Challenger nell'Atlantico, un resoconto preliminare dei risultati del viaggio. Trascorse i successivi due anni lavorando in incarichi amministrativi connessi alla pubblicazione della monografia completa del viaggio. Wyville Thomson aveva una mentalità altamente eccitabile, e la sua salute fu generalmente cagionevole per tutta la sua vita. Trovò il fatto di dover trattare con gli editori sulle condizioni per la pubblicazione di 50 volumi di dettagliate illustrazioni e descrizioni scientifiche enormemente stressante. Nel 1879 smise di svolgere i suoi incarichi universitari, abbandonò la supervisione dei rapporti della spedizione nel 1881, passò il resto dei suoi giorni nel letto e, ormai un uomo distrutto, morì a Bonsyde il 10 marzo 1882. La pubblicazione fu infine completata dal suo amico e collega Sir John Murray. Wyville Thomson è commemorato nella vetrata colorata sopra l'altare nella Chiesa Parrocchiale di St. Michael, a Linlithgow. Inoltre la Dorsale Wyville-Thomson nell'Oceano Atlantico Settentrionale prende nome da lui.

## Opere
- (EN) The Depths of the Sea: An Account of the General Results of the Dredging Cruises of H.M.SS. Porcupine and Lightning during the summers of 1868, 1869, and 1870.
- Il Viaggio della Challenger nell'Atlantico, 1877.